# جونيه

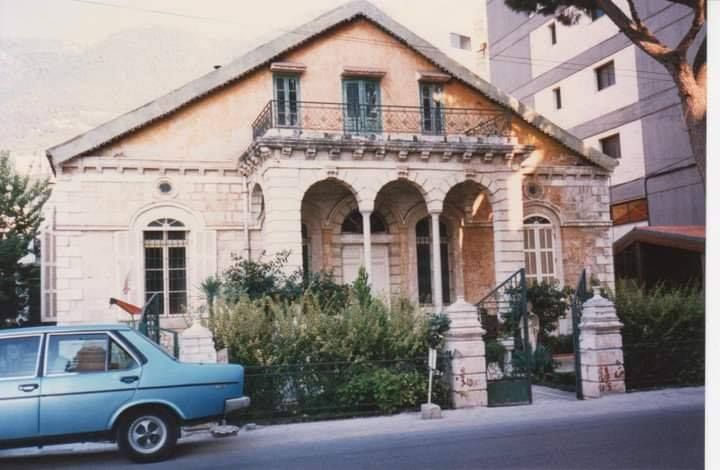
جونية، الطريق البحرية، 1960

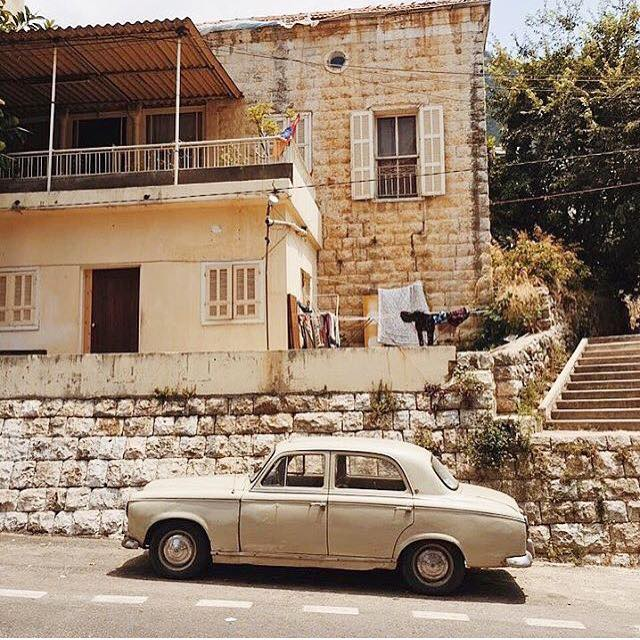
أحد البيوت الموجودة في جونية، لبنان، 1955

جونيه، منطقة تقع في لبنان شمال بيروت وهي إحدى المناطق السياحية فيه، وهي مركز محافظة كسروان جبيل وقضاء كسروان.

## التسمية
يقول فريحة أن أصل اسم جونية هي "كلمة سريانية من الجون وهو الخليج. وقد تكون من اليونانية "غونية" وتعني الزاوية. وقد جاء على ذكر هذه البلدة في معجم الياقوت والإدريسي". ويذكر في معجم "الصحاح في اللغة أن "الجَوْنُ: الأبيض. وأنشد أبو عبيدة: غَيَّرَ يا بِنْتَ الحُلَيْسِ لَوْنـي مُرُّ الليالي واختلافُ الجَوْنِ وسَفَرٌ كان قـلـيلَ الأَوْنِ قال: يريد النهار: والجَوْنُ: الأسود، وهو من الأضداد، والجمع جونٌ بالضم. والجَوْنُ من الخيل ومن الإبل: الأدهمُ الشديد السواد. والجَوْنَةُ: عين الشمس"

## تاريخ

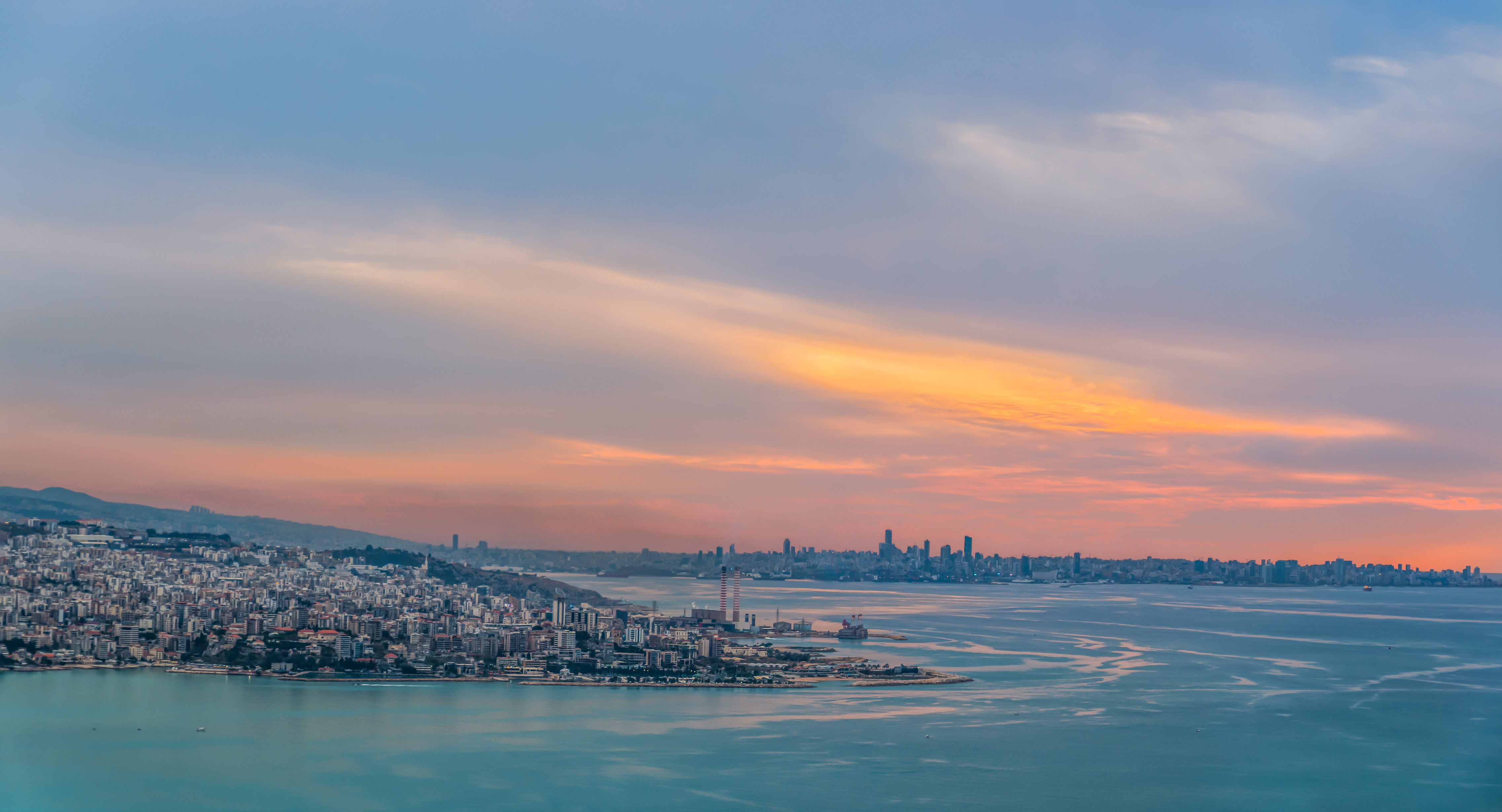
منظر عام لميناء جونيه.

جاء في تعريف جونيه عند منتصف القرن التاسع عشر للمعلم بطرس البستاني في الجزء السادس من دائرة المعارف أن جونية موقع بساحل كسروان به مخازن ودكاكين ومصبغة، تأتيه السفن والقوارب بالغلال وغيرها وتجارة الحبوب فيه رائجة كثيراً. وبه سميت ناحية من نواحي القضاء المذكور. قراها صربا وغادير وحارة صخر وعدد سكانها 2500 نفس. وليس في جونيه بيوت للسكن، بل إنما هي أشغال يقوم به قوم من سكان القرى المجاورة.
ربطت جونيه بالمناطق المجاورة بطرق شقت للعربات، فاتصلت ببكركي وما فوقها في عهد داود باشا متصرف جبل لبنان وربطت بغزير بطريق كاروسة بين عامي 1867 و1868 رغم معارضة وعصيان أهالي غزير، وربطت جونيه بطريق حتى جسر بيروت في عهد المتصرف رستم باشا (1873 – 1883) وشمالاً بطريق عربات حتى البترون في عهد واصا باشا (1883 – 1892، واتصلت ببيروت بواسطة خط حديدي، كان له محطات بين المدينتين منها 3 في جونية وضواحيها محطة صربا ومحطة جونيه ومحطة معاملتين نهاية هذا الخط مما سهّل نقل الركاب والبضائع من وإلى ولاية بيروت سنة 1896، وصل عدد الدكاكين المكوّنة سوقها إلى أكثر من 300 دكاناً و 5 معامل حرير و 3 خانات ومطحنة ومعصرتين ومعمل ثلج اصطناعي، ومصرف عرف باسم صاحبه «بنك باغوص»، ومجموعة من ورش بناء السفن الشراعية الصغيرة.

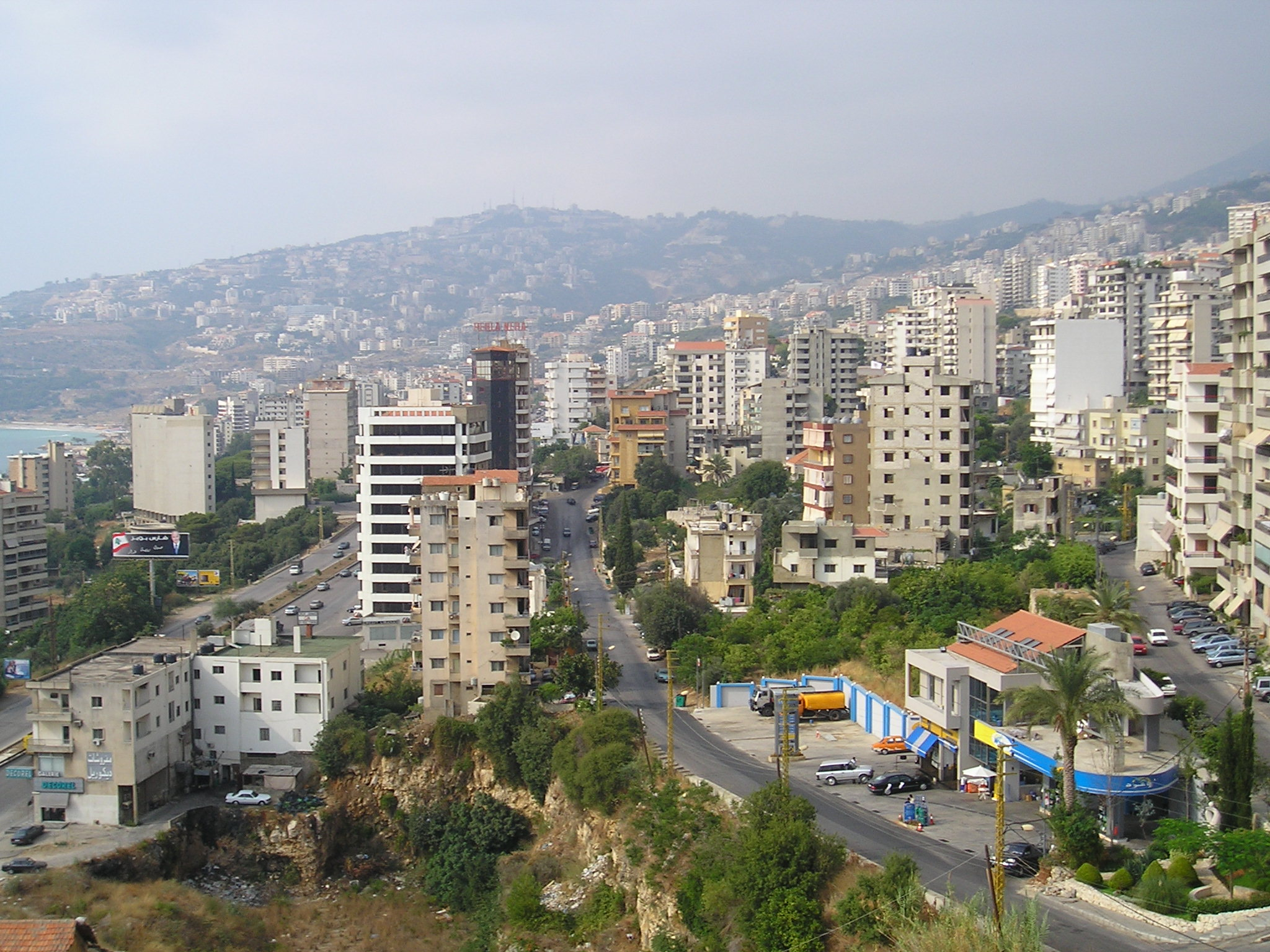
جونيه شمالية

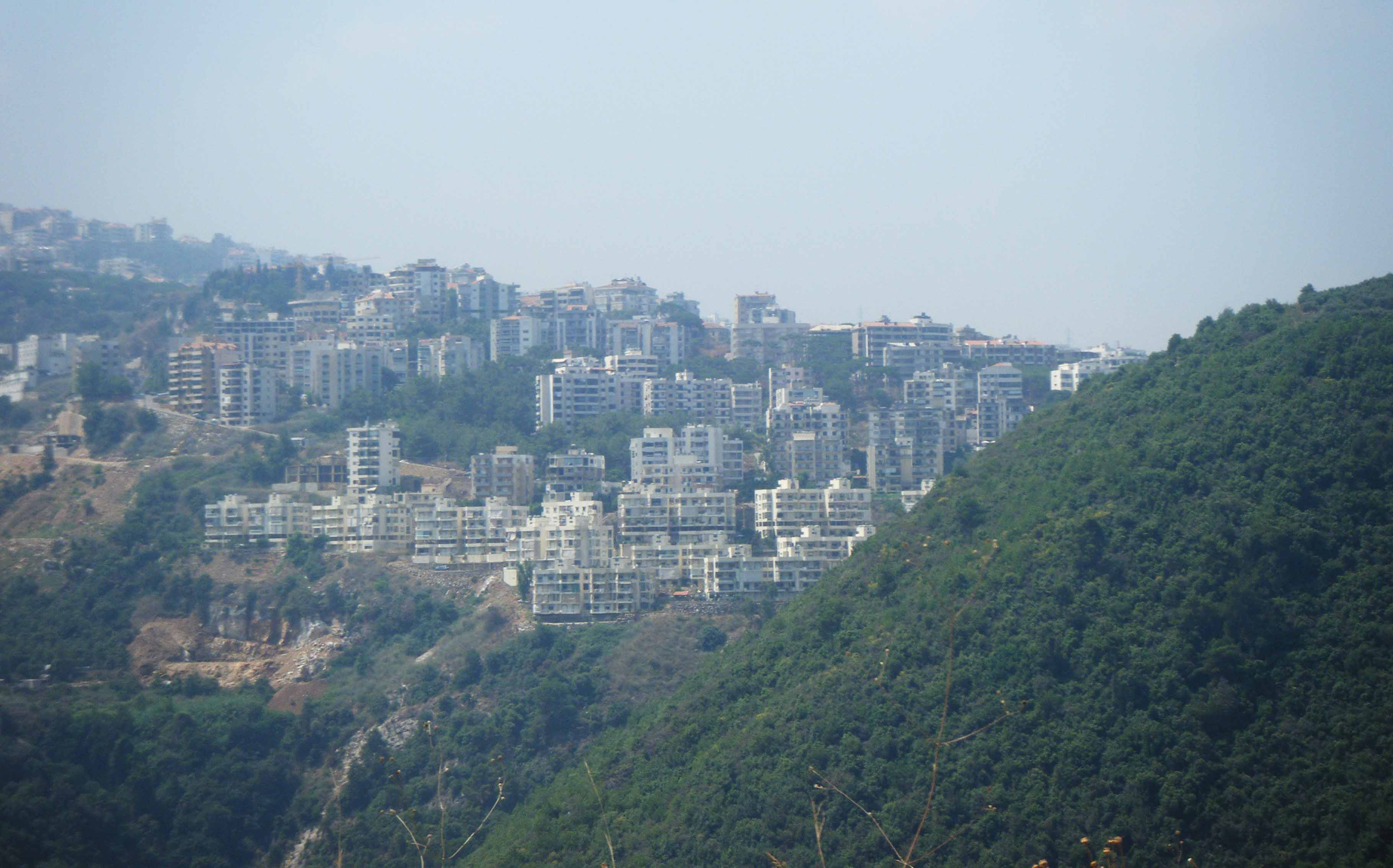
الزحف العمراني في جونيه على حساب الغطاء النباتي.

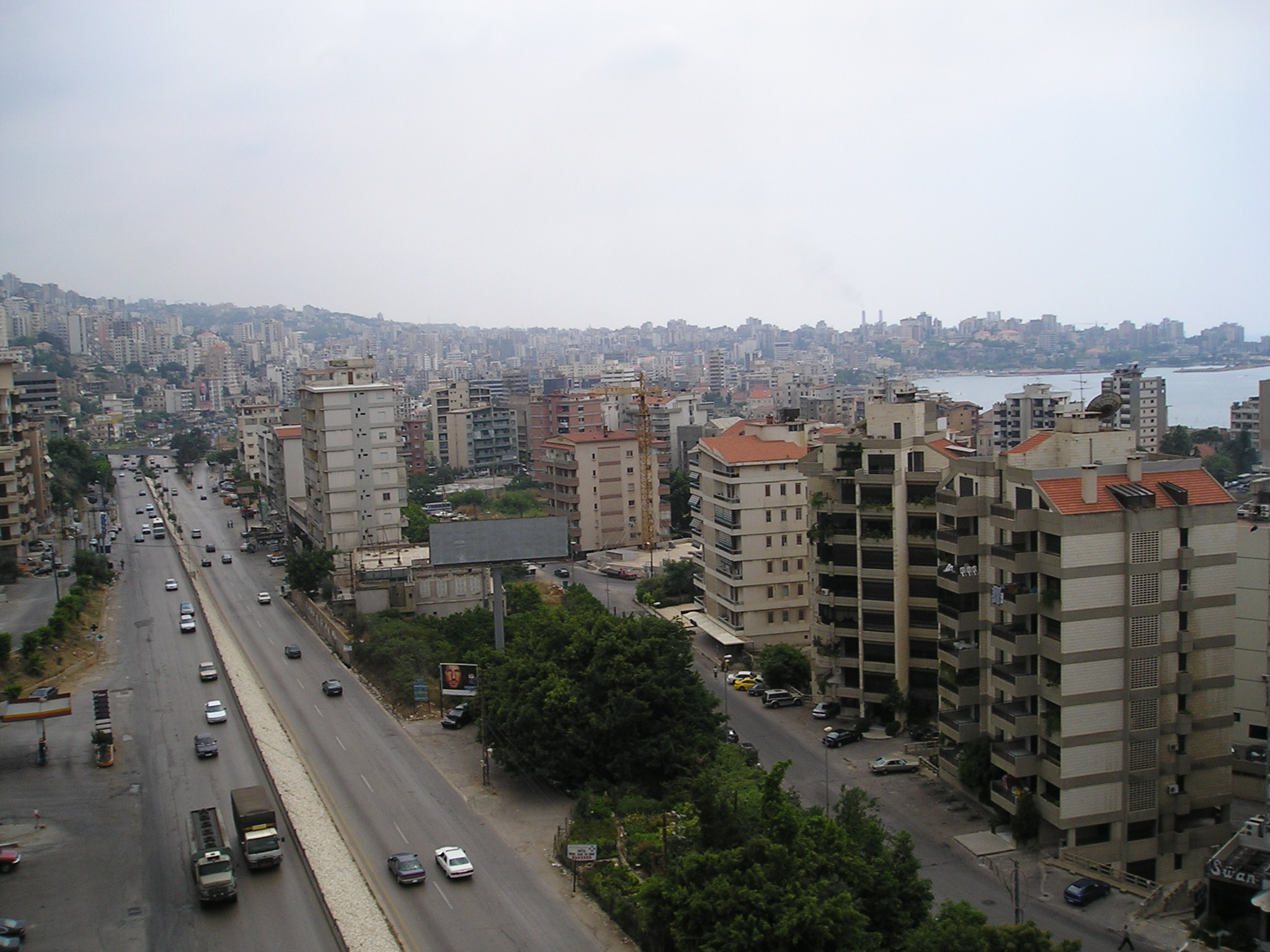
جونيه جنوبية

بسنة 1906 كان في جونيه، حسب كتاب دليل لبنان، لإبراهيم بك السود 2400 نسمة من الموارنة ومعمل حرير لصاحبه الخواجا نصر ومخنق دود قز لصاحبه موسى دي فرنج، ومعملا حرير لأصحابه ورثة رزق الله وعبد الأحد خضرا يحتويان على 190 دولاباً وكان إنتاجها من الشرانق 10 آلاف اقة ومن الحيوانات الداجنة 330 وعدد عرباتها 80 عربة
وفي سنة 1914 وحسب سجلات قائمقامية كسروان، كان يوجد في بلدة غادير 433 مؤسسة تجارية وعدد سكانها 1263 نسمة وفي بلدة صربا 213 مؤسسة تجارية وعدد سكانها 1714 نسمة وفي حارة صخر 165 مؤسسة تجارية وعدد سكانها 808 نسمة وفي ساحل علما 21 مؤسسة تجارية وعدد سكانها 187 نسمة، وكانت جونيه قد عرفت ازدهاراً ملحوظاً بعدما سمح لها بفتح ميناء للمراكب التجارية بدعم من فرنسا والبطريركية المارونية وبسعي من فعالياتها ليصبح (مع مرفأ النبي يونس على ساحل الشوف) مرفأ الرسمي لمتصرفية جبل لبنان.
في سنة 1913 وفي عهد الانتداب عرفت جونيه تراجعاً اقتصادياً وركوداً ناتجا عن التنظيمات الإدارية الفرنسية التي سلبتها قسماً من وظيفتها الإدارية لمصلحة العاصمة بيروت فضلاً عن خروجها من الحرب العالمية الأولى خائرة القوى بسبب ويلات المجاعة والضائقة الاقتصادية مما اضطر العديد من أبنائها إلى النزوح إلى العاصمة أو إلى الهجرة فخسرت بذلك خيرة أبنائها، وتوقف تطورها الاجتماعي والسكاني وضعف نمّوها الاقتصادي. ويلاحظ ذلك في إحصاء 1932 حيث بلغ مجموع عدد منازل جونيه مع أحيائها 1286 منزلاً موزعة على صربا 371 بيتاً، غادير 434 بيتاً، حارة صخر 350 بيتاً، ساحل علما 131 بيتاً، وانعكس هذا الوضع الاقتصادي على قطاع البناء وظهر ذلك في سحلات البلدية التي كانت تسجل رخصاً محدودة جداً في هذا القطاع في الفترة الممتدة من سنة 1922 حتى سنة 1940، ولم يكن ناشطاً في تلك الفترة سوى قطاع التربية والمدارس والحرف الصغيرة وزراعة الحمضيات وقصب السكر والقلقاس والخضار، واستمر هذا الوضع قائماً حتى مجيئ عهد الرئيس فؤاد شهاب الذي قام بتجهيز المدينة بكل مقومات المدن العصرية فاستيقظت من سباتها على طرق وإنارة ومشاريع فرز وضم وتخطيطات حديثة وملعب بلدي ومرفأ سياحي وسراي حكومي وبنى تحتية، وقد استعان الرئيس شهاب بعدد من الخبراء والمهندسين وعلى رأسهم المهندس الفرنسي إيكوشار فبدأ الحديث عن «مونتي كارلو الشرق» وبرزت جونيه كعروس الشاطئ اللبناني، وأخذت منذ 1959 تستقطب المصارف وأولها المصرف اللبناني للتجارة وفدرال بنك لبنان حتى وصل عدد هذه المصارف عشية حرب 1975 إلى 6 مصارف في حين بلغ عدد هذه المصارف اليوم 38 مصرفاً ماعدا مصرف لبنان الذي تأسسس سنة 1879
كما بدأت أسعار الأراضي بالارتفاع فبعدما كان متوسط سعر المتر المربع في مناطق جونيه في الفترة الممتدة من 1950 حتى 1960 بين 7 و 9 ليرات وصل إلى 25 و 30 ليرة في سنة 1965.
كما أخذ قطاع البناء بالنمو التدريجي انطلاقاً من منطقة صربا أولاً فغادير ثم حارة صخر وأخيراً ساحل علما، وأخذت بعض البنايات المحدودة تتوزع في أرجاء المدينة مع تراجع قطاع الزراعة الذي بقي محصوراً في سهول الكسليك وبعض البساتين في غادير وحارة صخر وساحل علما.
ومع حرب 1975، وتقسيم بيروت إلى منطقتين غربية وشرقية وتطور أعمال العنف، هرب الكثيرون إلى المناطق الآمنة وبدؤوا بتنظيم أوضاعهم تبعاً للظروف الأمنية.
ومن 1980 حتى 1990 عرفت جونيه نزوحاً كثيفاً إلى أرجائها وبالأخص من المسيحيين فانتقل قسم كبير من تجار بيروت إلى أسواقها واتسع النزوح إليها وأخذت البنايات تلتهم مساحاتها الخضراء وتتوزع في مناطقها وتتمركز المجمعات الساحلية الضخمة على شاطئها، فتبدلت معالمها وضربتها العشوائية رغم الانعكاس الإيجابي لاستعمال المرفأ السياحي كمرفأ تجاري.
وفي سنة 1990 ومع توقف الأعمال الحربية لم تعد جونيه الصغيرة التي كانت تسمع هدير البحر وبيوتها القرميدية محاطة بالبساتين الحالمة، بل باتت مدينة ساحلية مكتظة بالسكان في غابات من الباطون دون أن يكون لها شاطئ ينبسط عليه الموج.

## أماكن سياحية في جونيه
منذ مطلع السبعينات تحوّلت جونيه إلى مركز استقطاب سياحي متكامل مع الشبكة السياحية التي قامت في أرجائها وأطرافها

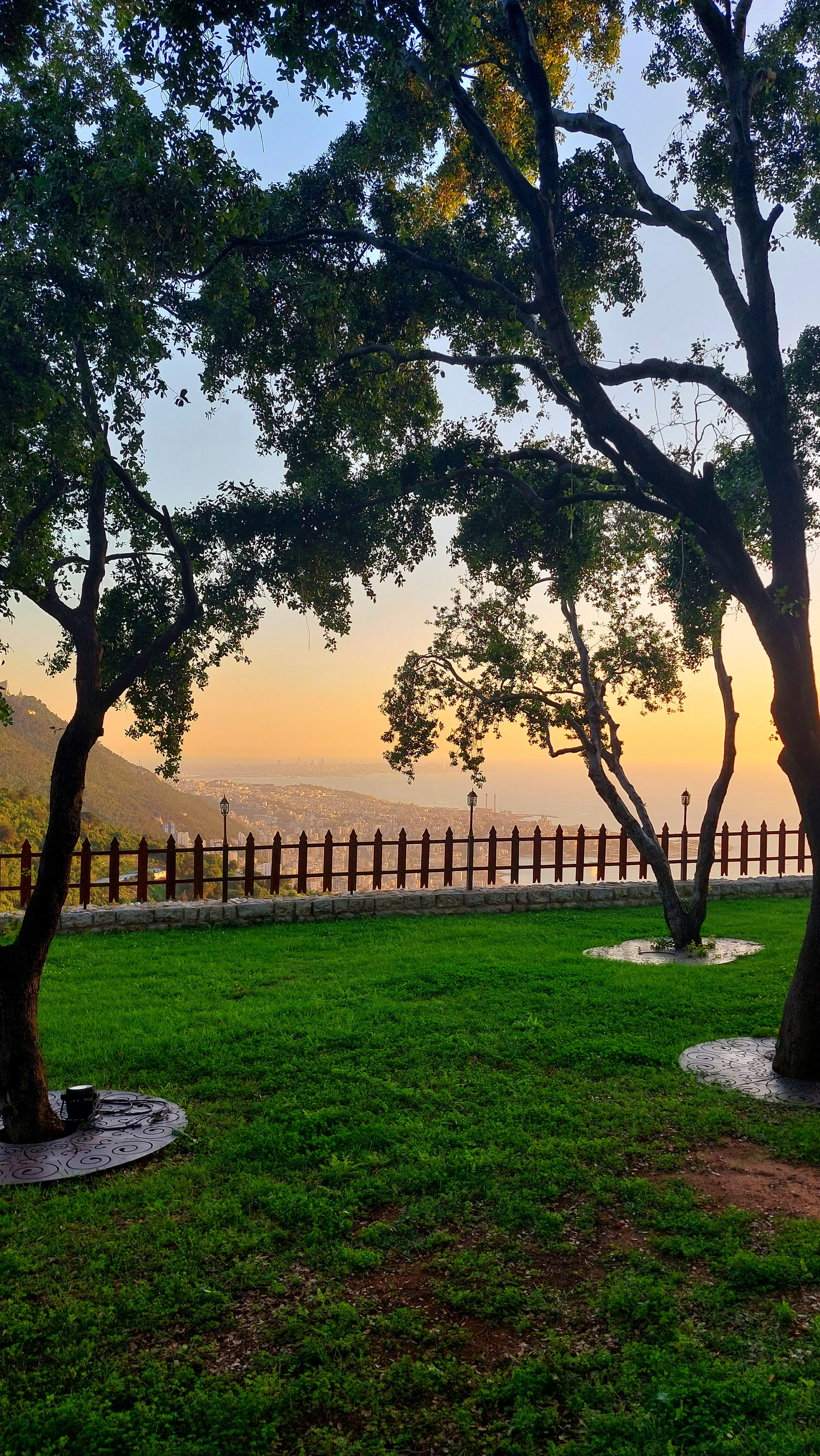
جونيه

- كازينو لبنان
- تلفريك لبنان
- سيدة لبنان - حريصا
- مغارة جعيتا
- شاطئ جونيه

## وصلات خارجية
- صفحة جونيه الرسمية